# Courgivaux
Courgivaux település Franciaországban, Marne megyében. Lakosainak száma 277 fő (2022. január 1.). Courgivaux Neuvy, Saint-Martin-du-Boschet, Escardes, Esternay, Saint-Bon és Montceaux-lès-Provins községekkel határos.

## Népesség
A település népességének változása:
| Lakosok száma | 301  | 231  | 224  | 260  | 295  | 314  | 328  | 299  | 285  | 277  |
|               | 1968 | 1982 | 1990 | 2006 | 2013 | 2015 | 2017 | 2019 | 2020 | 2022 |